# Tino Conti
Constantino Conti, más conocido como Tino Conti (Nibbionno, 26 de septiembre de 1945) fue un ciclista italiano, que fue profesional entre 1969 y 1978. Durante su carrera profesional consiguió 11 victorias, destacando algunas clásicas italianas, com los Tres Valles Varesinos, el Giro de Toscana o el G. P. Industria y Comercio de Prato. En el Campeonato del Mundo de ciclismo consiguió la medalla de bronce en 1976. 

## Palmarés
1967
- Juegos Mediterráneos en línea
- 1 etapa del Tour del Porvenir

1968
- 1 etapa del Giro del Valle de Aosta

1969
- Giro delle Marche

1972
- G. P. Industria y Comercio de Prato

1974
- Tres Valles Varesinos

1975
- Giro de Toscana.
- G. P. Industria y Comercio de Prato.
- 1 etapa del Giro di Puglia
- 3º en el Campeonato de Italia en Ruta

1976
- 3º en el Campeonato Mundial de Ciclismo en Ruta

1977
- Giro de Reggio Calabria

## Resultados en las Grandes Vueltas
| Carrera         | 1969 | 1970 | 1971 | 1972 | 1973 | 1974 | 1975 | 1976 | 1977 | 1978 |
| --------------- | ---- | ---- | ---- | ---- | ---- | ---- | ---- | ---- | ---- | ---- |
| Giro de Italia  | Ab.  | -    | -    | -    | 51.º | 4º   | 8º   | -    | Ab.  | -    |
| Tour de Francia | -    | Ab.  | Ab.  | -    | -    | -    | -    | -    | -    | -    |
| Vuelta a España | -    | -    | -    | -    | -    | -    | -    | -    | -    | -    |
| Mundial en Ruta | -    | -    | -    | -    | -    | Ab.  | -    | 3º   | -    | -    |